# آتش و خشم
آتش و خشم: کاخ سفید ترامپ از درون (انگلیسی: Fire and Fury: Inside the Trump White House) کتابی نوشته مایکل ولف روزنامه‌نگار و ستون‌نویس اهل ایالات متحده آمریکا می‌باشد که در ۵ ژانویه ۲۰۱۸ منتشر شد و موضوعی انتقادی و افشاگرایانه دربارهٔ ریاست‌جمهوری دونالد ترامپ و سیاست در ایالات متحده آمریکا دارد. این کتاب برای نخستین بار توسط علی سلامی به فارسی ترجمه و در ۱۲ بهمن ۱۳۹۶ از سوی انتشارات مهراندیش منتشر شد و در همان روز به چاپ دوم رسید. ترجمه دیگری از کتاب آتش و خشم توسط یاسین قاسمی منتشر و توسط انتشارات تیسا روانه بازار کتاب شد.

## حاشیه‌های مربوط به کتاب
پس از انتشار این کتاب، ترامپ از طریق وکیلش چارلز هاردر علیه مایکل وولف و ناشر کتاب هنری هولت (Henry Holt) شکایت کرد و آن‌ها را متهم به تهمت افترا کرد. در ۸ ژانویه، الیزابت مک‌نامارا (Elizabeth McNamara)، وکیل انتشارات، پاسخ این شکایت را داد و گفت هیچ عذرخواهی در کار نخواهد بود و توضیح داد که شکایت هاردر حاوی هیچ اشتباهی خاصی در کتاب نیست. جان سارجِنت (John Sargent) مدیر انتشارات در نامه به همکاران انتشارات نوشت: «به‌عنوان شهروند، باید تقاضا کنیم که رئیس‌جمهور ترامپ نخستین متمم قانون اساسی ما (آزادی مطبوعات و آزادی اندیشه) را بفهمد و به آن پایبند باشد.»